# E-folklor

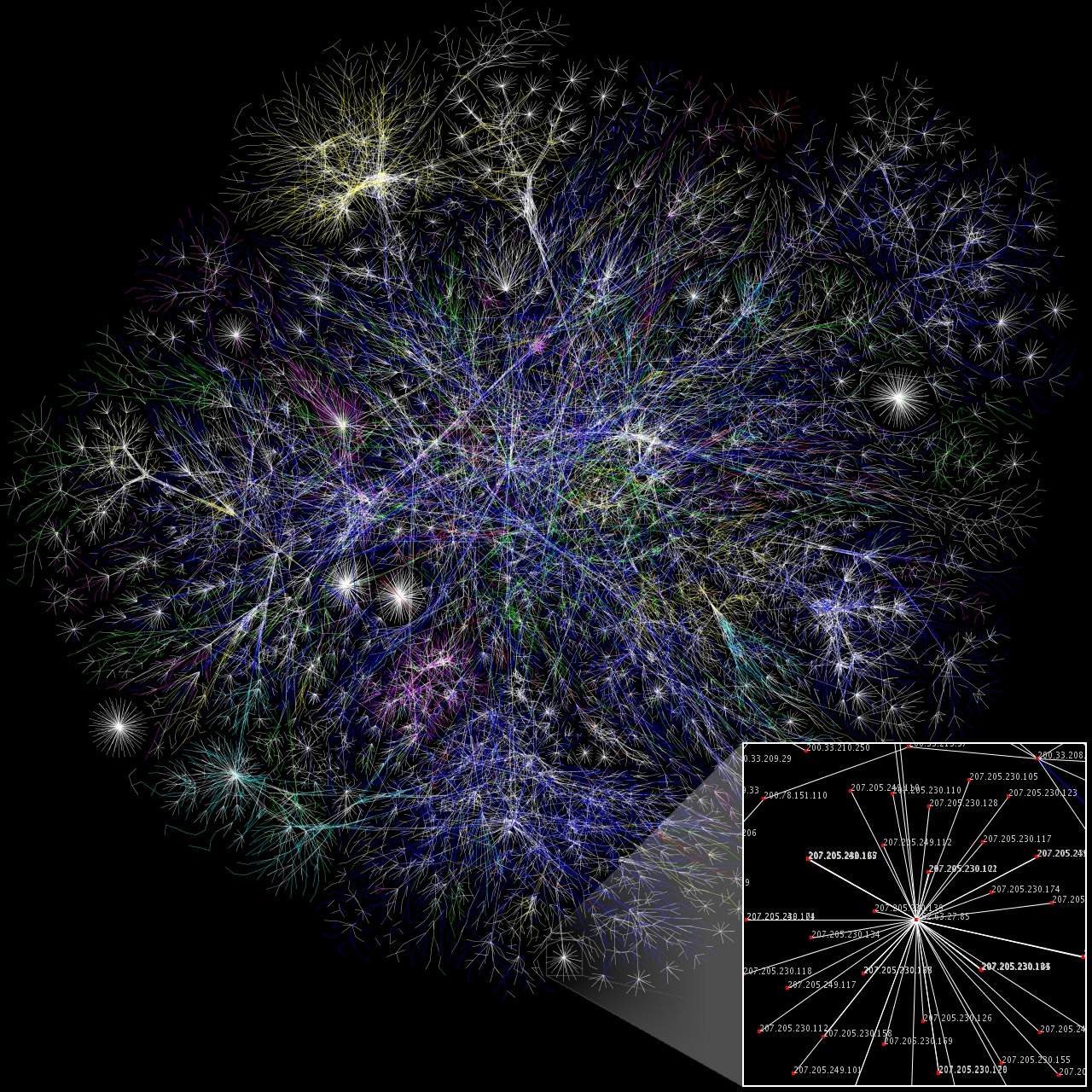
Wizualizacja ścieżek komunikacyjnych małej części internetu

E-folklor (folklor digitalny, folklor internetowy, cyberfolklor, folklor sieciowy) – zbiór komentarzy do ludzkich zachowań, emanacja ducha ludu. Zjawisko spokrewnione z folklorem tradycyjnym służące do przekazywania, wzbogacania, przeobrażania jego treści przez internet, którym nadaje się interaktywność i intertekstualność. Główną przestrzenią występowania i tworzenia elementów e-folkloru jest internet, dzięki czemu cyberfolklor posiada skalę globalną. Istnieje dzięki dużej aktywności internautów. Zjawisko jest strukturalnie podobne do tradycyjnego folkloru, które łączy się z treściami czerpanymi z kultury popularnej. Tak wytwarza nowe zjawiska w granicach zasad swojego potencjalnego paradygmatu.
E-folklor zwielokrotnia możliwości przetwarzania treści kulturowych o wiele bardziej niż folklor tradycyjny dzięki możliwości łatwego usuwania poprzedniej formy i zastępowania inną. Szybkość zachodzących zmian w e-folklorze sprawia, iż jest on wyrazisty i zauważalny.

## Charakterystyka
E-folklor czerpie z dziedzictwa folkloru tradycyjnego i przeobraża je do nowych form. Np.:
- plotki – "ważne informacje" popularnych serwisów internetowych
- listy z nieba – łańcuszki internetowe[1]

E-folklor bada się głównie przez rozpracowywanie jak jego treści wpływają na zachowania i twórczość adresata, ponieważ sama klasyfikacja bardzo dynamicznie zmiennych wytworów folkloru digitalnego staje się niezrozumiała po krótkim czasie. Michał Rauszer porównuje folklor digitalny do antropologicznego mana jako samego znaczenia bez treści, podkreślając, że przy badaniu nie są ważne same wizualizacje internetowego folkloru.
Wzajemne relacje członków wspólnot internetowych opierają się na tajemnicach danej grupy oraz odpowiednich kluczach potrzebnych do stania się pełnoprawnym współuczestnikiem kultury. Użytkownicy uczestnicząc w folklorze internetowym utożsamiają się z Innym, osobą spoza społeczności, która posiada nieosiągalną, pożądaną cechę, co można zaobserwować w zdjęciach typu „dziubek”. Jednocześnie stronią oni przed wtajemniczaniem Innych w wiedzę potrzebną do pełnego zrozumienia ich grupy. Bez tego nie można w pełni pojąć e-folkloru. Jest to zauważalne w przypadku materiałów audiowizualnych takich jak memy.
Aktywność w sieci charakteryzuje utożsamianie się z jakimś działaniem lub informacją przy jednoczesnej możliwości wyśmiewania siebie za tego typu zjawisko.
Ilość treści e-folkloru jest o wiele bardziej miarodajna przy określaniu popularności niż statystyki, ponieważ jest tworzona pod wpływem chwili jako odzwierciedlenie prawdziwych emocji.
Cyberfolklor, podobnie do folkloru tradycyjnego, nie wydarza się w określonym czasie, ponieważ uznaje się, że tak było zawsze. Przez to tu i teraz występuje w momencie dogodnym do przekazania jakiejś informacji, prawdy czy nauki.

### Cechy e-folkloru
- bezustannie przetwarzany i kopiowany
- spontaniczny
- sensacyjny
- zabawny
- nawiązujący do minionych epok
- rozwijający się dynamicznie
- sprzyjający dalszym procesom folklorotwórczym
- posiadający zbiorowego autora
- posiada dużą prędkość przesyłania informacji
- dociera wszędzie tam, gdzie jest internet
- dający sporą anonimowość[1]
- wyrazisty i zauważalny
- cynicznie dystansowany

## Powiązania z folklorem tradycyjnym

### Podobieństwa
1. Posiadają zbiorowego autora
2. Wyrażają potrzebę wspólnotowości przez opowieści[1]
3. Przetwarzają zastane treści
4. Są pozaczasowe („tu i teraz”)[2]- wydarzenia nie są utożsamiane z konkretnym okresem ("tak było zawsze", a jednocześnie "to się dzieje teraz")
5. W pełni rozumieją go jedynie wtajemniczeni w niepowszechne informacje i zasady.
6. Człowiek dąży do utożsamienia się z jakąś cechą – na przykład zdjęcia typu "dziubek" są wyrazem pogoni za posiadaniem cechy umożliwiającej pełną kontrolę nad własnym ciałem[2]
7. Zawierają w sobie treści podkreślające strach przed rzeczami nieznanymi oraz utratą kontroli (legendy)[5]

### Różnice
1. Niespotykana dotąd anonimowość, prędkość i zakres roznoszenia się informacji
2. Występowanie nowych form komunikacyjnych:
  - chat (czat)
  - forum
  - memy
  - serwisy społecznościowe
  - strony fanowskie[1]
3. Występowanie nowych interakcji międzyludzkich:
  - trolling
  - flame wars (flejm)
  - interface-to-interface (zamiast face to face)
4. Osłabienie roli nadawcy przez większe możliwości adresata[5]

## Nowy paradygmat
Sprawa e-folkloru jako nowego paradygmatu w naukach społecznych nie jest rozstrzygnięta. Cyberfolklor składa się ze zjawisk, które jednocześnie mogą uchodzić za rozwinięcia form już istniejących w tradycyjnym folklorze, ale też za zupełnie unikatowe w przestrzeni kulturowej.
Sama cyberprzestrzeń jest traktowana jako kulturowo znajoma co uwidacznia się m.in. w internetowych praktykach żałobnych, gdzie jest czymś w rodzaju świata duchów.
Według Piotra Grochowskiego polscy folkloryści przyjmują różne stanowiska co do tego czym właściwie jest folklor internetowy.
1. Internet to tylko medium, które przekazuje treści folklorystyczne.
2. Folklor tradycyjny powinien zostać rozszerzony o internetowe formy interakcji międzyludzkich[5].

Magdalena Kamińska rozpatruje e-folklor na przykładzie praktyk żałobnych, gdzie działania użytkowników sieci uznaje za propozycję nowych praktyk kulturowych, ale w obrębie tradycyjnego folkloru. Tutaj folklor digitalny jest uznany za „forpocztę” realnego, czyli jednocześnie przedłużenie folkloru tradycyjnego oraz zjawisko wyprzedzające swoją epokę. Jako „niedojrzały” i niedostatecznie rozpowszechniony określany jako „fakelore”. Badaczka widzi możliwości rozwoju e-folkloru do pełnoprawnego folkloru dzięki internetowi, w którym wytwarza się nowe przedmioty, zjawiska i praktyki kulturowe, a ludzie skupiają się w specyficzne wspólnoty. Ważne jest, żeby wypracowane wzorce wpływały na „świat realny”, tak jak na przykładzie zbiorowych, kościelnych pogrzebów nienarodzonych dzieci, które odbyły się ze względu na internetowy ruch społeczny.
Badaczka cytuje przetłumaczony fragment z „Encyclopedia of Death and the Human Experience” Cliftona Bryanta i Dennisa Pecka:

Technologicznie rewolucyjna cyberprzestrzeń okazała się równocześnie mitycznie oraz poetycko znajoma. Jako taka wytworzyła nowy kanał ekspresji tradycyjnych tematów nadziei, rezurekcji i bezpieczeństwa.

Rafał Ilnicki nie stosuje rozróżnienia na folklor tradycyjny i e-folklor, ponieważ uznaje terminy za równorzędne, gdy mówi się o zjawisku folkloru ogólnie. Znaczące różnice pojawiają się dopiero przy rozpatrywaniu poszczególnych wspólnot pod kątem wpływu internetu na ich istnienie.
Janina Hajduk-Nijakowska porównuje obecne przemiany w folklorze, jakie spowodował internet, z tymi, które zachodziły dawniej w folklorze tradycyjnym, gdy włączono do niego napisy. Widzi analogię do czasów, w których badaczowi odradzano zajmowanie się „kulturą ludowych napisów”. Internet jest narzędziem komunikacyjnym, za którego pomocą rozwija się i zmienia bezpośredni przekaz kulturowy, czyli obecnie jeden z głównych budulców i dominantów kultury typu ludowego. Badaczka uważa, że pod wpływem zmian w komunikacji należy przedefiniować pojęcia i zmienić znaczenie słowa „folklor”. To trudne, ponieważ w polskich naukach jest ono bardzo mocno idealizowane i wręcz nienaruszalne, przez co ciężko rozpocząć dyskusję nad zmianami. Brak ciągłej ewolucji i rozwoju pojęcia „folkloru” sprawia, że istnienie folklorystyki jako dziedziny nauki można podać w wątpliwość.
Wojciech Burszta uważa, że język wirtualny jest nie tylko zastępnikiem naturalnego, ale też nośnikiem nadziei, iż komunikacja nim jest pełnoprawnym spotkaniem z drugą osobą. Twierdzi, że rozmówcę „widzi się” przez treści jakie przesyła.
Arjun Appadurai uważa, że w internecie wytwarzają się sąsiedztwa wirtualne, czyli nowy rodzaj antropologicznych sąsiedztw, których granice nie są ustanowione prawem, a dostępem do odpowiedniego sprzętu i oprogramowania. Poprzez wytwarzanie wspólnot i lokalności wpływają na realne sąsiedztwa oddziaływaniem globalnych treści. Te są adaptowane kulturowo dzięki wspólnocie afektu, czyli społecznej wyobrazi i wspólnym doświadczaniu zjawiska (w tym wypadku mediów masowych).
Rosyjski folklorysta Michaił Alieksiejewski stwierdził, że menadżerowie zajmujący się marketingiem szybciej uznali istnienie e-folkloru za fakt. Wykorzystali oni podobieństwo internetu do bazaru, gdzie kupujący przede wszystkim przychodzą ze sobą porozmawiać tworząc specjalnie skonstruowane strony i fora. Badacz podkreśla istnienie projektu „Netlore. Antologia folkloru sieci” (rus. „Netlore. Aнтология сетевого фоьклора”) agencji marketingowej Pro Interactive. Jego celem jest znajdowanie komercyjnych przejawów folkloru w cyberprzestrzeni. Wciąż rosnący sukces projektu dowodzi prawdziwości istnienia e-folkloru.
Michał Waliński twierdzi, że tradycyjna folklorystyka musi poddać się zmianom:

wyznaczyć jeden z możliwych układów odniesienia, punktów widzenia i podejścia do badanej materii, podstawowych jednakże paradygmatów badawczych musi dostarczyć współczesność.

## Przykłady zjawiska

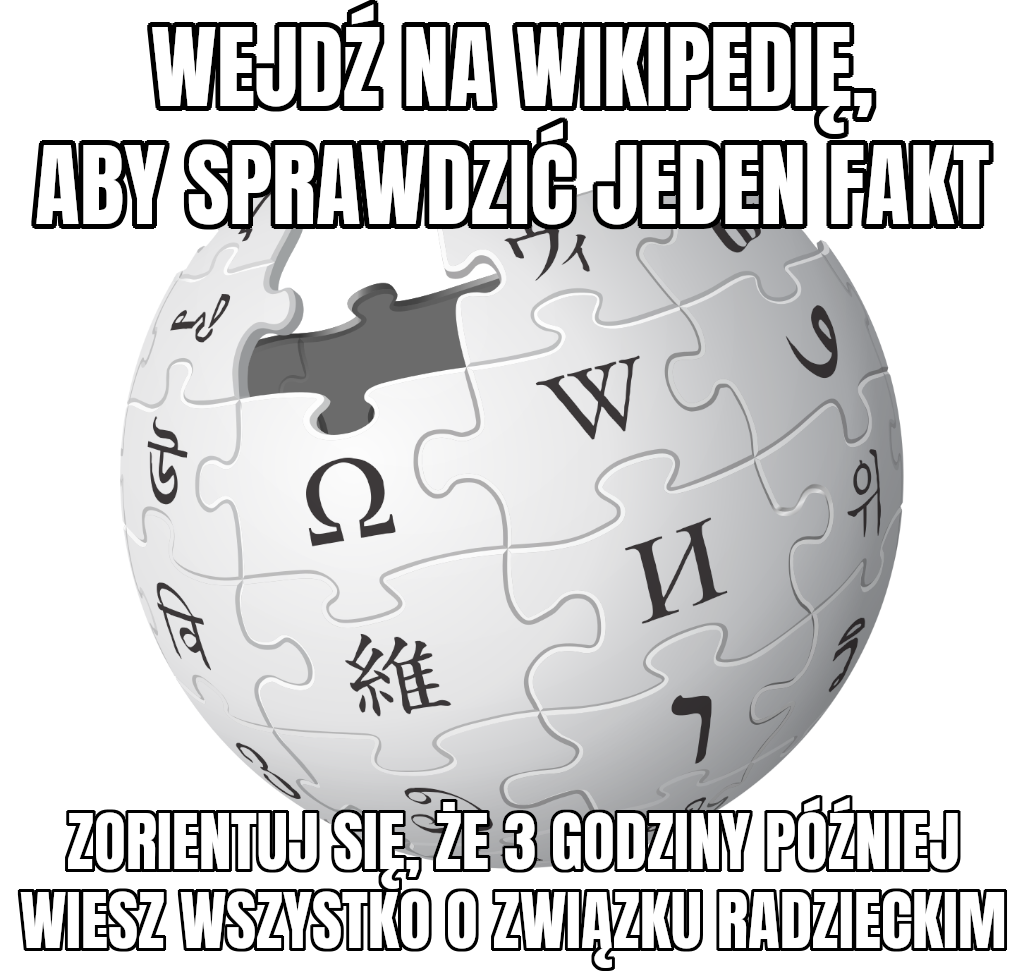
Przykład mema

### Memy
Memy to prześmiewcze obrazki są wizualizacją cech i tożsamości, których należy się wystrzegać. Podstawą ich zrozumienia jest właściwa interpretacja zawartych w nich informacji, które swą swego rodzaju tajemnicą tego, co powinno śmieszyć. Ujawnia się tu podział na społeczności, na Nas i Innych, ponieważ rozwiązanie zagadki jest strzeżone przez rozumiejących mema.
Według Violetty Krawczyk-Wasilewskiej memy pojawiające się również w niewybrednych, agresywnych i gorszących postaciach, np. te, które zostały stworzone po ataku terrorystycznym na wieże World Trade Center, są wyrazem bólu i strachu. Popularność tego typu satyr i humoru oraz ich kulturowa akceptacja świadczy o wytworzeniu się formy analogicznej do przekazów z folkloru tradycyjnego, które mają pomóc przekazać i oswoić lęk. Czarny humor pełni też funkcję poznawczą oraz ostrzegającą przed złem.

### Filmy w serwisie YouTube
W serwisie YouTube zamieszczane są m.in. parodie popularnych filmów takich jak Upadek. Jest to przykład folklorystycznego nurtu przetwarzania treści audiowizualnych, który w internecie jest szczególnie zauważalny. Przez zastosowanie odpowiedniego stylu użytkownicy wiedzą, że jest to parodia i nie potrzebują skupiać się na samej treści. Tutaj folklor spełnia dla człowieka rolę przeciwwagi dla poważnych treści i ujawnia strach przed angażowaniem się w sprawę, która była przyczyną żartu.

Logo YouTube

Parodia weszła do e-folkloru jako komentarz do działań mających na celu utożsamienie się z jakąś cechą ludzką i udowodnienie czegoś. Komizm powoduje powielanie i przetwarzanie śmiesznych filmów w liczne przeróbki. Śmiech zostaje wywołany przez identyfikację z Innym, kimś z zewnątrz społeczności do kogo nie ma się dostępu, który według wyobrażeń użytkownika śmieje się z oglądanej sytuacji.
Innym rodzajem filmów, tym razem o ciężkim do uchwycenia komizmie, które tworzy się łącząc fragmenty zupełnie różnych filmów o trudnym do odkrycia pochodzeniu.

### Portal Facebook

Logo Facebooka

Facebook założony przez Marka Zuckerberga to portal kulturotwórczy poprzez gromadzenie ogromnej liczby użytkowników tworzących własne społeczności i lokalności. Lev Manovich określa je oprogramowaniem kultury. Globalny portal jest tak skonstruowany, by tworzyć folklor przez dostosowywanie treści i kojarzenie ze sobą użytkowników. Powstałe więzi są tak silne, że powstają wspólnoty, które postrzegają Facebooka jako własną przestrzeń, którą należy kreować, rozwijać i pielęgnować.
Nie da się zbadać wszystkich folklorów przynależnych do grup użytkowników ze względu ich ilość i różnorodność. Niektóre ich oznaki mogą zostać uznane za błędy lub szum informacyjny będąc tak naprawdę rytuałami służącymi do rozwoju społeczności lub ich podtrzymania.
Internauci często nie wiedzą skąd pochodzi dany fenomen, lecz i tak go powielają i kultywują jak w przypadku fałszywego pokazywania się na swoich profilach jako osoby szczęśliwe. Pochodzi on od pierwszych zakładanych na Facebooku kont, które były tworzone właśnie w ten sposób i rozwijany jest przez globalne standardy i przemysł społecznościowy. Społeczny nacisk na bycie szczęśliwym jest tak silny, że zawsze pojawiają się komentujący smutny wpis, którzy próbują odnaleźć dobrą stronę sytuacji. Atmosfera kreuje strukturę symboliczną, którą Rafał Ilnicki nazywa imperatywem pozytywności. Wymusza on na użytkownikach określone zachowanie i wygląd postów na portalu.
Wspólnotowość daje się zauważyć w reakcjach na zmiany w działaniu Facebooka. Brak reakcji „unlike”/„nie lubię tego” sprawia, że protesty są bardziej dostrzegalne niż aprobata przez nagły wzrost ilości komentarzy. Protesty najczęściej nie przynoszą oczekiwanych skutków. Służą przyzwyczajeniu się do zmian, a skutkiem ubocznym jest zacieśnienie więzi między użytkownikami, którzy wspólnie wypracowują zasady obchodzenia znielubionych elementów systemu informatycznego.
Siła folkloru Facebooka została zauważona podczas wchodzenia na rynek portalu Google+. Pomimo swoich innowacji nowy serwis pozostał w cieniu poprzednika. Brak popularności upatruje się w bardzo słabych więziach między użytkownikami, a przez system budowania zamkniętych grup znajomych nie dochodzi do koegzystencji różnych rodzajów wspólnot. Facebook bardziej zbliżony działaniem do świata realnego jest chętniej wybieranym portalem społecznościowym.
Portal nie jest przestrzenią całkowicie gotową. Specjalnie została tak stworzona, by nie posiadać wzorca interakcji międzyludzkiej i skłonić użytkowników do samodzielnego wytwarzania określonych form, narzędzi i zjawisk kulturowych pod wpływem chwili. Wszyscy są współtwórcami Facebooka przez cały okres swojej aktywności. Tutaj problematyczne jest usuwanie ze znajomych, dla którego nie wypracowano legitymizowanych, kulturowych sposobów w obrębie e-folkloru. Z tego względu popularniejsze jest blokowanie dla konkretnej osoby widoczności umieszczanych treści.
Folklory grup powstałych na Facebooku wpływają na wszystkie sfery życia człowieka. Dzięki temu e-folklor przenosi się i kreuje realny świat.
Funkcja komentowania ukazuje najwięcej środków ekspresji na Facebooku. Są wizualizacją obyczajów komunikacyjnych, które wyrażają kulturowe właściwości interakcji międzyludzkich. W folklorze współczesnym komentarze nazywane są literaturą podmiotu, czyli pisemnymi wypowiedziami użytkowników.

#### Rytuały

##### Lajki

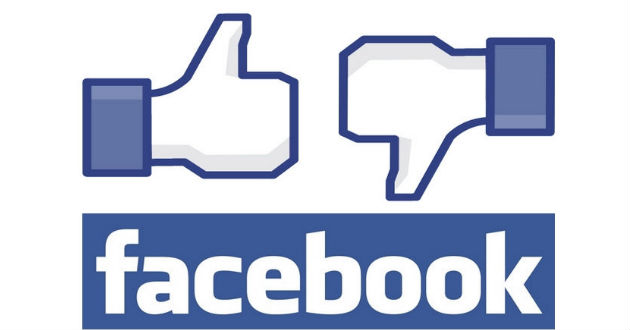
Logo Facebook z charakterystycznym symbolem "like" oraz "unlike"

Podstawową, najbardziej znaną funkcją Facebooka jest dawanie „lajków”, czyli wyrażanie aprobaty. Jest to forma wymiany kulturowej. Wśród znajomych często panuje zasada daru radykalnego, pełnego, którego nie da się odzwierciedlić, czyli klikania „lubię to” („like”) pod wszystkimi zamieszczanymi treściami bez możliwości odlajkowania wszystkiego ze względu na brak czasu. Niektórzy użytkownicy stosują specjalne kalkulacje dawania lajków, aby nie stracić wiarygodności przez darowanie ich za często. Następuje też wymiana lajków między konkretnymi osobami. Klikanie symbolu aprobaty może mieć charakter bardziej ludyczny, zabawowy i być reakcją automatyczną. Dążenie do zebrania jak największej ilości dowodów uznania jest często głównym powodem korzystania z Facebooka i zmusza do zmian w prezentowaniu swojej osoby poprzez modyfikację planu zarządzania profilem.

##### „Kradnę”
Słowo „kradnę” oznacza „kopiuję”. Użytkownicy stosują go w komentarzach pod interesującymi ich treściami, by powiadomić autora o chęci przekazania dalej obiektu poprzez przekopiowywanie. Zazwyczaj odpowiedź jest zezwalająca. W ten sposób budowany jest e-folklor i więzi na portalu, który umożliwia udostępnianie treści (bez pytania o zgodę) za pomocą specjalnych, wbudowanych mechanizmów działających na zasadzie cytatu i uwzględniających autora.

##### Życzenia urodzinowe
Jest wiele rytuałów związanych z życzeniami urodzinowymi, które obrazują folklor internetowych wspólnot. Niektóre z nich to:
- lajkowanie wszystkich życzeń przez solenizanta
- tworzenie kreatywnych życzeń odwołujących się do wydarzeń związanych z solenizantem
- pisanie standardowych życzeń typu „Sto lat!”/„Wszystkiego najlepszego!” przez dalszych znajomych[6]

### Praktyki żałobne
Praktyki żałobne to rytuały i działania mające pomóc żywym pogodzić się ze śmiercią bliskiej osoby oraz ułatwić odnalezienie się w nowym, społecznym statusie swoim, jak i zmarłego. Służą one również upamiętnieniu. Do tego celu tworzy się przedmioty żałobne, takie jak maski pośmiertne, do których zrobienia używa się coraz to nowszych, lepszych, trwalszych i dostępniejszych materiałów. Obecnie w tym celu stosuje się, np. obrazy medialne. W taki sposób uhonorowano pośmiertnie księżną Dianę, tworząc fotomozaikę ze zdjęć kwiatów układających się w jej twarz.
Internet jest uznawany za bardzo dobre narzędzie do publicznego wyrażania uczuć, przez co stał się przestrzenią, w której tworzą się nowe formy praktyk i przedmiotów żałobnych. Pełni funkcję terapeutyczną.
W obrębie cyberfolkloru żałobnego funkcjonują tzw. „nowe rytuały żałobne”, które są przekształconymi formami z przestrzeni pozainternetowej i kreują się głównie na portalach społecznościowych. Według Roberta Doblera tego typu strony dają przeświadczenie, że członkowie grup współodczuwają smutek jednostki, która przeżywa żałobę „w pojedynkę, ale wspólnie”. Cyberprzestrzeń umożliwia też pochowanie emocji, myśli, uczucia i przyjaźnie, dla których nie ma wypracowanych kulturowych praktyk żałobnych.

#### Wirtualne cmentarze

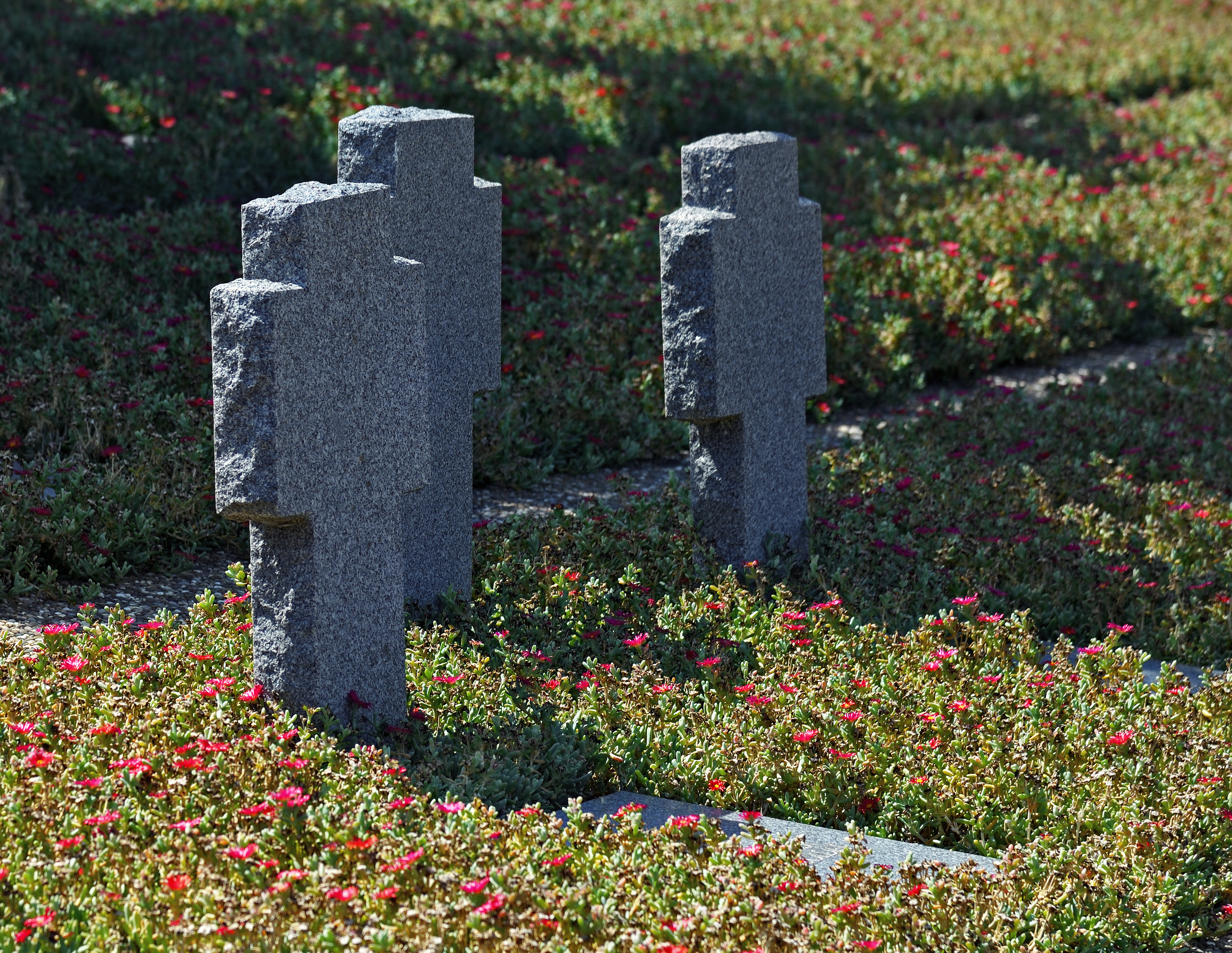
Tradycyjne nagrobki

Wirtualne cmentarze są zamieszczane na specjalnych stronach, gdzie za opłatą można „postawić” spersonalizowany e-nagrobek. W takich miejscach znajdują się także treści okołopogrzebowe, np. porady dotyczące spadku, artykuły na temat śmierci, oferty usług pogrzebowych czy żarty wpisujące się w styl czarnego humoru. Publikowane są tam wpisy, często wspomnienia dotyczące zmarłych będące swoistymi listami do nich, które są komentowane przez innych użytkowników strony.Twórcami są głównie kobiety i nieletni.
Według Jamesa W. Greena forma wirtualnych cmentarzy została dobrze przyjęta i jest wciąż rozwijana ze względu na tradycyjne wyobrażenia miejsc, w których przebywają duchy zmarłych. Charakteryzowała je niematerialność i „eteryczna struktura”, czyli identyczne cechy jakie posiada cyberprzestrzeń. Internet jest też traktowany prawie jak Bóg za sprawą cech: wszechobecny, bezczasowy, wszystko widzący, zawsze dostępny i wszystko absorbujący. Przez to, nadawcy listów do zmarłych mają wrażenie, że ich teksty dochodzą do bliskich.
Specyficzne wspólnoty, skupione wokół tematyki żałobnej, stają się coraz popularniejsze w miarę rośnięcia liczby zjawiska kremacji i rozsypywania prochów, ponieważ nie powstają wtedy namacalne miejsca, gdzie można by oddać zmarłemu hołd. Inną przyczyną budowania tego typu więzi w ramach e-folkloru jest rozproszenie członków rodzin, którzy poprzez internet mogą o wiele sprawniej zebrać się w jednym miejscu, by kontemplować pamięć bliskich.
Strony umożliwiają oglądanie innych e-nagrobków, co ułatwia cierpiącym znalezienie wspólnot tworzących się ze względu na stratę osoby o konkretnym stopniu bliskości i pokrewieństwa. Tym samym uwidacznia się potrzeba przeżywania bólu z innymi. W przeciwieństwie do realnych cmentarzy, jako miejsc ustandaryzowanych rytuałów, kontemplacji, zadumy i wyciszenia, wirtualne umożliwiają wyrazić ekspresję intymnych uczuć.
Odmianą wirtualnych cmentarzy są te, stworzone specjalnie ku pamięci zwierząt, traktowanych jako członkowie rodziny. W Polsce jest bardzo mało „realnych” miejsc pamięci tego typu, a zakopywanie zwłok na innym terenie jest nielegalne, co uniemożliwia kultywowanie ceremonii pogrzebowych i oddawanie hołdu, więc rytuały zostają często przeniesione do internetu.

#### Emotikon [`]
Emotikon [`] oznacza wirtualny znicz. „Zapalenie” go z namaszczeniem przez internautów jest komentarzem na śmierć znanej osoby. Przez popularność gestu, symbol zostaje często zwielokrotniony, by zyskać na sile.

#### Cybergenealogia
Cybergenealogia to poszukiwanie przodków za pomocą technologii informacyjno-komunikacyjnych. Jest to przeniesienie dawnej genealogii do internetu i zmiana podejścia do jej standardów. W poszukiwania angażują się często ludzie bez wykształcenia historycznego, tworzący specjalne strony. Przeświadczenie, że do badań nie jest potrzebny historyk sprawiło, iż cybergenealogia stała się odmianą „kultu amatora”.
Jej popularność stale rośnie. Tworzone są projekty „genealogii ludzkości”, np. „Genograpfic Project”, które dążą do zebrania jak największej ilości DNA różnych osób, by zbudować kryminalistyczne bazy danych. W przyszłości ma to wyeliminować przypadki niezidentyfikowanych zwłok.

#### Aktywne profile zmarłych
Zachowywanie aktywnych profili zmarłych osób jest jednym z narzędzi radzenia sobie ze stratą. Dzięki nim żałobnicy mogą „utrzymywać kontakt” ze zmarłym. Jest to przykład na istnienie w internecie praw, które zaburzają pojęcia czasu i przestrzeni oraz ruchu i zastoju znanych z realnego świata.

#### „Mamy aniołków”

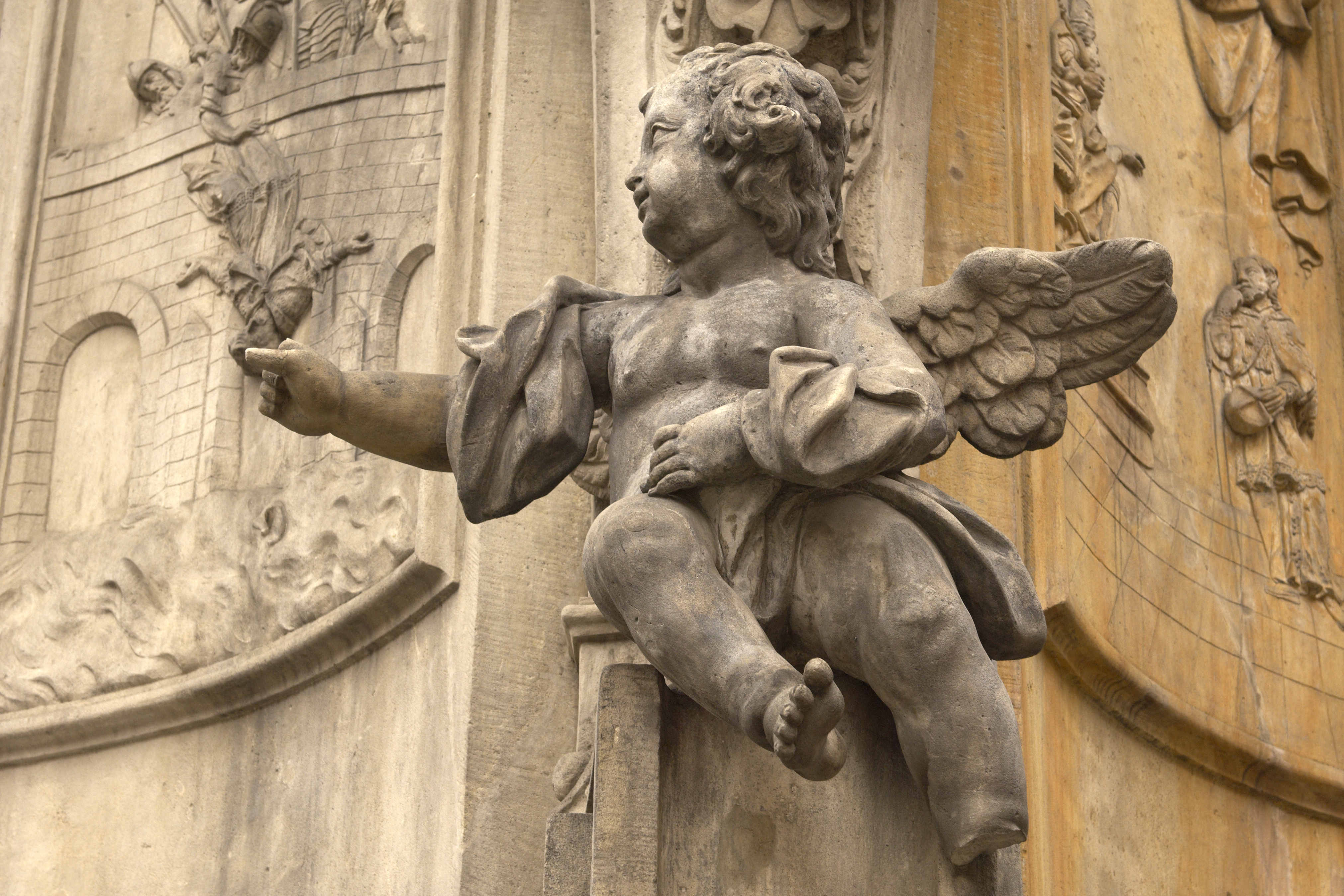
Aniołek

„Mamy aniołków” to użytkowniczki, które na forach i portalach internatowych przeżywają grupowo swój ból po utracie dzieci. Same wypracowały to określenie w swoich wpisach, którymi kreują kategorię „niedozmarłych” „niedoludzi”, czyli istot będących jednocześnie ludźmi i zmarłymi. Publikowane na portalach internetowych wypowiedzi są często zwrotami do zmarłych lub utrzymane są w charakterystycznej formie opisu dzieci „żyjących po śmierci”. Internet jest tu traktowany jako „niebo-cmentarz”. Osoby te, próbując kultywować pamięć o zmarłych, tworzą nowe kulturowo formy żałoby i wytwory w postaci np. kolorowych awatarów zmarłych dzieci lub poświęconych im blogów. Praktyki wykształcone w sferze e-folkloru ukazują niewydolność kultury offline, która nie dostarcza wystarczających narzędzi do przeżywania żałoby. Internet to jedyne miejsce, gdzie kobiety, które straciły dzieci, mogą wyrazić swój ból.
Magdalena Kamińska wyróżnia trzy kategorie „mam aniołków”:
- Kobiety, które doświadczyły poronienia – w Polsce społeczeństwo traktuje płody jako „niedodzieci” i „niedoludzi”, a kultura nie dostarcza im odpowiednich form i praktyk żałobnych oraz regulacji prawnych. Często ich ból jest trywializowany, sytuacja bagatelizowana, odmawia się im prawa do żałoby i nie dostają odpowiedniej diagnozy medycznej. Kobiety tworzą dla płodów ludzką i dziecięcą tożsamość: nadają imiona i wyobrażają sobie ich wygląd przyporządkowany do wieku jaki miałyby dzieci. Praktyki mają na celu uczłowieczyć społecznie nieokreślony płód.
- Kobiety, które urodziły martwe dziecko lub zmarłe podczas porodu – matki dostają diagnozę, która pozwala im przypuszczać, że „lepiej się stało”, jeśli noworodek miał poważne wady rozwojowe. Społecznie te dzieci są „prawdziwe”, lecz poza grobem nie mają miejsca w pamięci zbiorowej. Dlatego kobiety za pomocą internetu jako sfery mnemotechnicznej budują ich biografie.
- Kobiety, które straciły dzieci w wyniku choroby lub wypadku – zazwyczaj uzyskują społeczne zrozumienie. Dokumentują w internecie walkę o życie dzieci przez zakładanie specjalnych zbiórek, stron i fundacji, a po śmierci kultywują ich pamięć. W tych działaniach często uczestniczą bliscy. Te matki uzyskują większą pomoc niż w dwóch poprzednich kategoriach. Jest to grupa, która najmniej przyczynia się do kreacji cyberfolkloru, ponieważ istnieją odpowiednie formy kulturowe żałobne w przypadku zgonu kilkuletnich dzieci[3].

### E-humanitaryzm
E-humanitaryzm (nowy humanitaryzm) to zjawisko przeniesienia akcji humanitarnych do sieci. Bazuje na folklorystycznym mechanizmie powielania informacji, a istnieje dzięki globalizacji oraz otwartości społeczeństw w ramach e-folkloru.

Logo organizacji Lekarze Bez Granic

Polega na zbieraniu kliknięć, za które firmy przekazują pieniądze lub produkty potrzebującym. Na takiej zasadzie działa, np. akcja Pajacyk Polskiej Akcji Humanitarnej walczącej z niedożywieniem dzieci. Chwytliwe informacje o katastrofach szybko rozprzestrzeniają się w internecie, co skutkuje dużym zainteresowaniem i zaangażowaniem internautów. Przekazują sobie wiadomości o akcjach dobroczynnych za pomocą maili i udostępnianych reklam tworząc zjawisko podobne do łańcuszków szczęścia.
Dla zwrócenia uwagi używa się narzędzi kultury mediów takich jak zamieszczane w internecie zdjęcia poszkodowanych, reportaże czy fotorelacje. Szybkie powielanie informacji prowadzi do gwałtownego wzrostu liczby komentarzy, gdzie zbiorowość uczestników e-folkloru jest najbardziej widoczna. Ten mechanizm wykorzystała organizacja Lekarze Bez Granic, by w ramach kampanii humanitarnych nagłośnić krzywdy w różnych miejscach na świecie oraz własną działalność. Efektywne użycie nowych technologii i mediów, a w tym internetu, doprowadziło do skutecznego poruszenia opinii publicznej i przesłania pomocy głodującym w Nigrze. Wcześniejsze apele ONZ nie przyniosły rezultatu.
Adam Pomieciński twierdzi:

E‑humanitaryzm, czyli internetowa aktywność, która ma na celu ulżyć tym, którzy zostali dotknięci katastrofami czy konfliktami zbrojnymi w różnych miejscach na świecie, pokazuje, że jako badacze kultury mamy do czynienia z wciąż rozrastającą się przestrzenią aktywności ludzkiej, włączając także aktywność, która posiada wyraźne znamiona o charakterze folklorystycznym.

E-humanitaryzm jest ściśle związany ze wzbogacanym przez siebie e-folklorem, ponieważ to impuls do tworzenia nowych wspólnot w internecie. Tworzą one specjalne fora i zajmują się akcjami charytatywnymi na szeroką skalę integrując ludzi we wspólnym celu. E-humanitaryzm wykorzystuje też inne potrzeby uczestników e-folkloru: współudziału w obiegu informacji o charakterze globalnym oraz wytwarzania wspólnoty doświadczeń.
Aktywność folklorystyczna, taka jak wysyłanie maili, jest wykorzystywana do zbierania pieniędzy m.in. poprzez Repleyforall. Jest to dodatek do poczty Gmail oraz przeglądarki Firefox, który do wysyłanych wiadomości dodaje baner reklamowy wspierający organizacje pomocowe.
Innym przykładem są internetowe podpisy pod listami mającymi zwrócić uwagę decyzyjnych osób, rządów i organizacji, na którąś ze społecznych tragedii. Powstają także blogi o tematyce związanej z katastrofami i poważnymi problemami ludzkości.
Istnieją także gry, takie jak Free Rice czy Treewala, które przekładają poprawne odpowiedzi grających na realną pomoc (posiłki dla najbiedniejszych, sadzenie drzew) na tej samej zasadzie co zbieranie kliknięć, a także popularny Foldit angażujący graczy w symulacjach zwijania białek, aby odnaleźć leki na różne choroby.

### Łańcuszki internetowe
Najbardziej znanym rodzajem łańcuszków internetowych są łańcuszki szczęścia. Ich najczęstszym, charakterystycznym elementem jest znajdująca się na końcu formułka – „jeśli nie roześlesz tej wiadomości, to…”, do której dopisuje się klątwę. Odbiorca decyduje o konsekwencjach płynących z dostanej wiadomości opatrzonej takimi słowami poprzez przesłanie łańcuszka, bądź przerwanie go. Kultywują wiarę w magiczność słów.
Łańcuszki internetowe mogą służyć do przekazywania legend miejskich, np. creepypast czy legend netloru, które posiadają charakter ludyczny i moralizatorski. Te ostatnie bardzo mocno działają na psychikę czytającego. Nawet, gdy się w nie nie wierzy, przesyłane są mailem często na zasadzie „przezorny zawsze ubezpieczony”. Uwidacznia to syndrom fałszywego autorytetu.
Łańcuszki internetowe przekazywane drogą mailową są wykorzystywane jako dobrowolny marketing.
Tworzą ponadto wspólnotę ludzi połączonych znajomością wiedzy tajemnej lub wiarą. Obecnie największą popularność zyskują dzięki rozprzestrzenianiu fałszywych informacji o wirusach komputerowych. Theo Meder po przeanalizowaniu tego typu łańcuszków stwierdził:

Całe gromady ludzi dawały się nabrać, ponieważ według nich komputer nie składa się ze zbioru procesorów, które spokojnie czekają na szeregi zer i jedynek, lecz jest magiczną puszką z nierozpoznanymi i nie‑ zrozumiałymi możliwościami, sterowaną przez znachorów i czarodziejów zwanych programistami i hakerami.

### Legendy miejskie (urban legends)
Legendy miejskie to opowieści dotyczące współczesności, i wbrew nazwie, społeczności, które wcale nie muszą mieszkać na obszarach zurbanizowanych. Sensacyjne, straszne, tajemnicze, moralizatorskie, ludyczne i wyrosłe z folkloru wierzeniowego historie, które powstały poza przestrzenią internetu i rozprzestrzeniały się za pomocą przekazów ustnych. Do cyberprzestrzeni zostały przeniesione razem z metodami komunikacji i razem z nimi odpowiednio je dostosowano do nowego środowiska. Zyskały ogromną popularność wśród internautów, ale nie zniknęły z obiegu bezpośredniego. Świat internetowy i realny przenika się, więc, żeby w pełni zbadać folkloryzację i fabularyzację opowieści, należy analizować rozwój i działanie legend w obu przestrzeniach.
Zuzanna Panczová określa je jako „folklorystyczny fenomen” ze względu na ogromną żywotność teorii konspiracyjnych, którym motywy i dowody dostarcza internet. Przedstawiają walkę dobra (Nas) ze złem (Innymi) co podkreśla fakt, że legendy miejskie są ekwiwalentem tradycyjnych legend i mitów.
Najbardziej znanym rodzajem są creepypasty.

#### Creepypasty

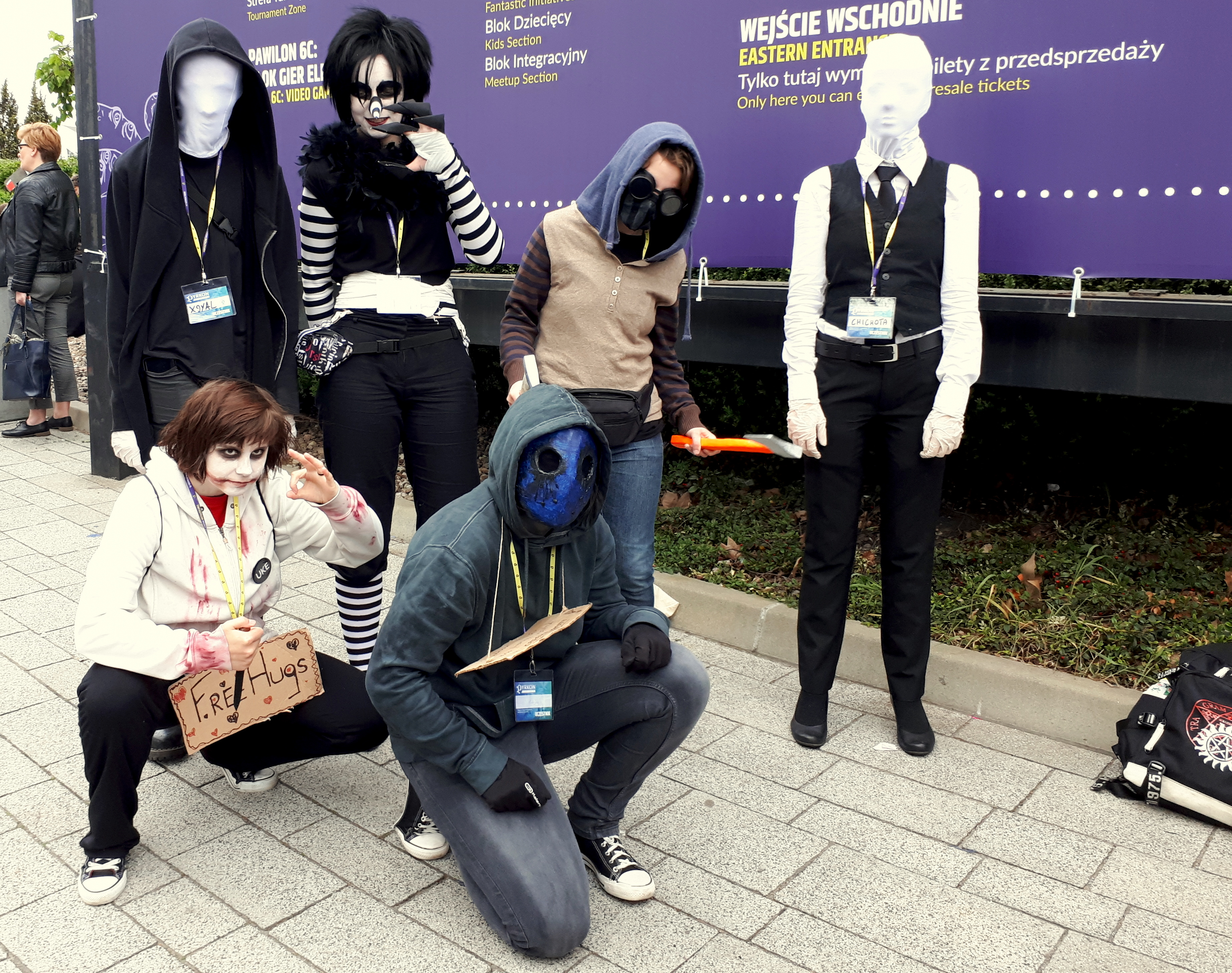
Fani creepypast na Pyrkonie 2019

Creepypasty to fikcyjne, najczęściej krótkie, mrożące krew w żyłach opowieści tworzone na portalach internetowych. Często uznawane za historie prawdziwe.
Jedno z przeobrażeń legend z folkloru tradycyjnego oraz internetowa wersja opowieści z folkloru współczesnego. Są to straszne historie rozpowszechniane w niezmienionej formie, podkreślające strach przed rzeczami nieznanymi i utratą kontroli. Nazwa pochodzi od angielskich słów copy – kopiuj oraz paste – wklej. Creepypasty należą do zbioru legend miejskich, które mogą krążyć w sieci pod postacią łańcuszków internetowych. Mechanizm zawarty w nazwie daje możliwość zachowania historii w niezmienionej formie w przeciwieństwie do przekazów ustnych, co pozwala rozprzestrzenić wątki uniwersalne, np. porwania dzieci w supermarketach, na ogromną skalę. Przekazuje się tym samym wartości i nauki społeczne.
Straszne historie mogą pełnić funkcję narzędzia pomagającego opanować strach, identycznego co niektóre memy.
Miłośnicy creepypast tworzą własne portale i strony, gdzie wymieniają się pozyskanymi historiami oraz szukają opowieści w internecie, by rozbawić lub zaszokować innych fanów. Organizują również gry i konkursy, podczas których wymyśla się creepypasty oraz odpowiedni kontekst, by mogły one sprawnie funkcjonować. Przykładem takiego działania jest stworzenie Slendermana.

##### „Ostatni Człowiek”
W sieci zamieszcza i rozpowszechnia się także opowieści napisane przed powstaniem internetu, takie jak „Ostatni Człowiek” (ang. „Last Man”) znany też jako „Puk”.

Ostatni człowiek na świecie siedział sam w pokoju. I nagle usłyszał pukanie do drzwi.

Autorem był pisarz science fiction Fredric Brown, który stworzył historię w oparciu o fragment eseju ze zbioru „Ponkapog Papers” Thomasa Bailey Aldricha z 1904 r..

Wyobraź sobie, że wszyscy ludzie zostali zmieceni z powierzchni ziemi, z wyjątkiem jednego człowieka. Wyobraź sobie tego człowieka w jakimś rozległym mieście, Nowym Jorku albo Londynie. Wyobraź go sobie siedzącej w domu w trzeci lub czwarty dzień jego samotności, gdy nagle słyszy dzwonek do drzwi!

Historia jest powszechnie traktowana jako creepypasta ze względu na swoją konstrukcję – dwa tajemnicze, krótkie i niepokojące zdania. Jednak nie musi być rozpatrywana tylko w konwencji horroru. Może to być historia science fiction (pukającym jest kosmita) lub tekst wpisujący się dawny folklor, gdzie kobiety nie były uznawane za ludzi (wtedy ostatnim człowiekiem jest ostatni mężczyzna).

##### Slenderman

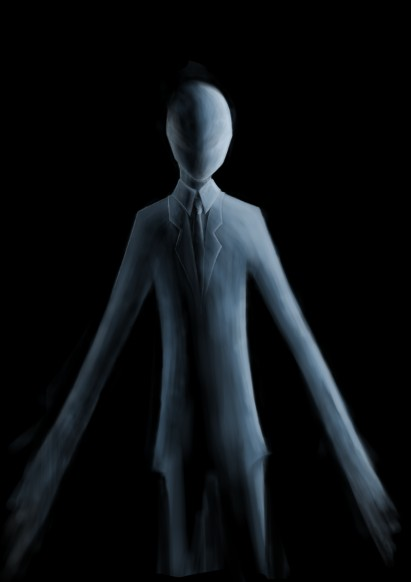
Jedno z wyobrażeń Slendermana

Slenderman to postać, która została stworzona przez Erica Knudsena 10 czerwca 2009 r., podczas jego pobytu w Nagasaki w Japonii. Autor pod pseudonimem Victor Surge wziął udział w konkursie na stworzenie paranormalnej postaci i zamieścił na forum SomethingAwful dwa przerobione przez siebie zdjęcia z wysoką, ubraną w garnitur istotą bez twarzy stojącą w pobliżu dzieci. Niedługo później zaczęto publikować rzekome dowody na prawdziwość istnienia Slendermana.
Historia zawiera w sobie cechy charakterystyczne dla folkloru tradycyjnego: brak wersji uznanej za jedyną prawdziwą (mutowanie się opowieści w obrębie wytyczonych ram gatunku) oraz rozprzestrzenianie się poprzez wzajemne przekazywanie sobie przez ludzi, np. za pomocą łańcuszków internetowych. Cechą e-folkloru zawartą w dziejach tej creepypasty jest możliwość dojścia do samych początków istnienia tworu. Fani Slendermana, zebrani we własnych społecznościach, próbują zatrzeć prawdziwe realia powstania postaci, by stała się bardziej tajemnicza, przerażająca i interesująca. Tworzą sfałszowane świadectwa na jego istnienie przed wymyśleniem historii przez Erica Knudsena: wycinki prasowe, drzeworyty i malowidła naskalne.
Wciąż ewoluujący mit Slendermana jest standardowym przykładem fanfika: brak cenzury, kanonu oraz jednego autora. Umożliwiają skupianie się grup ludzi tworzących bez żadnych ograniczeń i zjednoczonych we wspólnym celu rozwijania oraz zwiększania popularności danej historii/postaci.
Szybkość rozprzestrzeniania się informacji o Slendermanie zwiększyła się po wydarzeniach z lasu w Waukesha w 2014 r., gdy dwie dziewczyny zadały trzeciej 19 ciosów nożem. Tłumaczyły się, że postać kazała im to zrobić. Wśród rodziców wybuchła panika, ilości wyszukiwań dotyczących Slendermana i strony Creepypasta Wiki znacząco się zwiększyły.
Popularność historii opiera się na tradycyjnych mechanizmach strasznych opowiadań: lęku o dzieci i chęci przekazywania kulturowych wartości, a także na podejrzliwości ludzi wobec internetu, kreowanego na przerażające miejsce pełne niebezpieczeństw.

##### Niebieski wieloryb

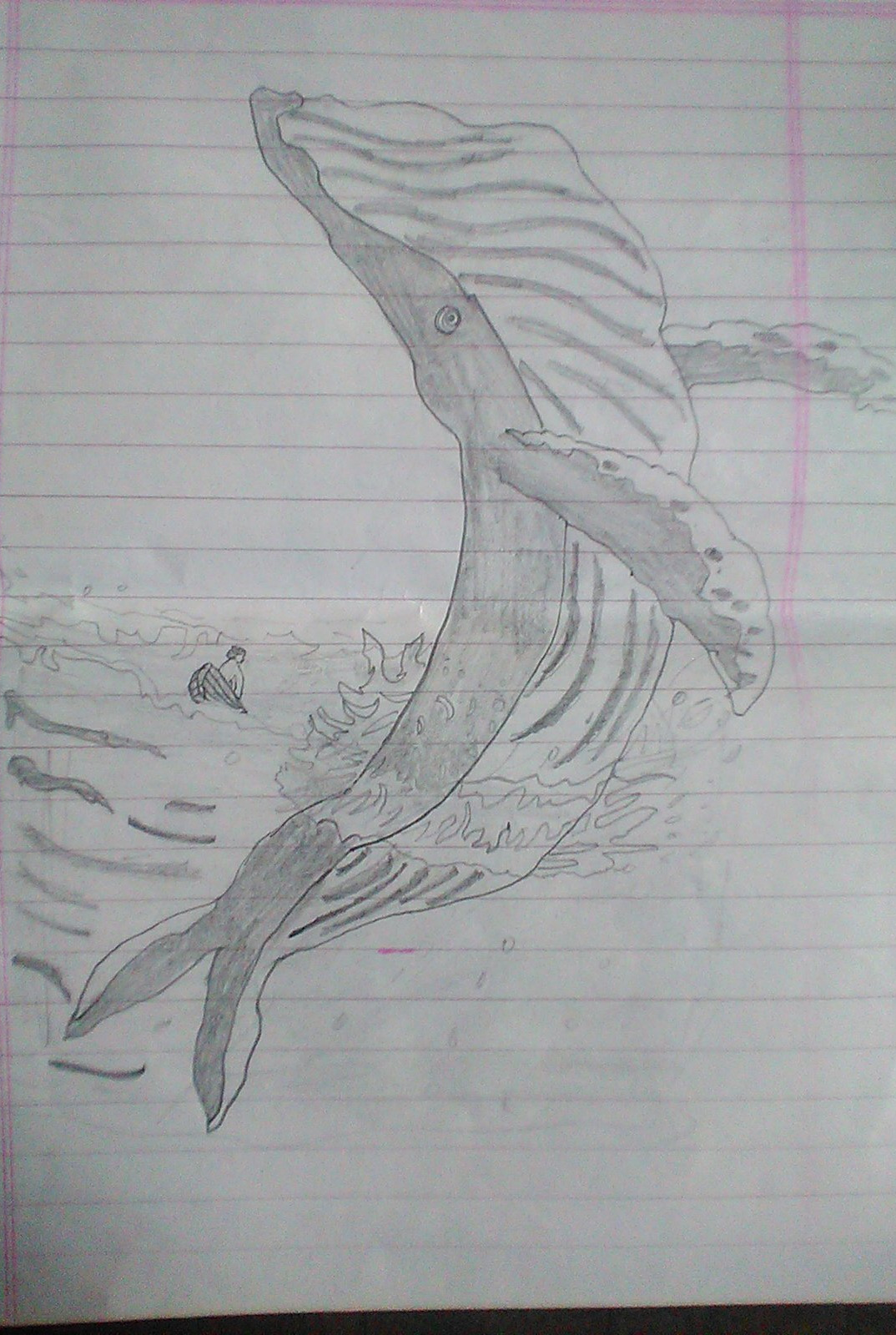
Rysunek wieloryba

Niebieski wieloryb to gra mająca polegać na wykonywaniu 50 zadań przez 50 dni. Według donosów wśród wyzwań znajdowało się nieprzesypianie nocy, oglądanie depresyjnych filmów i samookaleczanie. Miała był popularna wśród dzieci i młodzieży prowadzonych przez „kuratorów”, aż do ostatniego wyzwania kończącego się samobójstwem. Została nagłośniona przez największe portale internetowe i telewizyjne programy informacyjne.
Medialna panika rozpoczęła się od opublikowania 16 maja 2016 r. artykułu przez Galinę Mursalijewę na portalu „Nowaja Gazieta", w którym powiązała prawdziwą śmierć dwóch nastolatek ze śmiercią 130 dzieci i grą w Wieloryba. Rok później autorka zamieściła tekst o globalnej skali fali samobójstw spowodowanych grą i zajęciu się sprawą przez rosyjskie cybersłużby.
Poczytne i sensacyjne informacje zaczęły być tłumaczone na inne języki, parafrazowane i udostępniane jako wiarygodne bez uwierzytelnienia. Tajemnicza, straszna historia zawierała w sobie symbole motyla żyjącego tylko jeden dzień i wieloryba, który wypływa na mielizny (co kojarzyło się z samobójstwem). Sprawa dotyczyła dzieci, więc panika szerzyła się coraz bardziej.
Dziennikarska prowokacja Radia Wolna Europa ujawniła, że gra istnieje, lecz ani razu nie doszło do namawiania do samobójstwa. Dziennikarze z portalu Lenta.ru dotarli do grup związanych z Niebieskim Wielorybem i odkryli, że administratorzy są zafascynowani psychodeliczną symboliką i wyznaczaniem ludziom zadań, a przede wszystkim, rozsyłając wiadomości z reklamami, zarabiają pieniądze.
W marcu 2017 r. gra istniała w okrojonej formie. Nie wiadomo czy medialne doniesienia sprawiły, że została stworzona, czy istniała przed opublikowaniem artykułów.

#### Legendy netloru

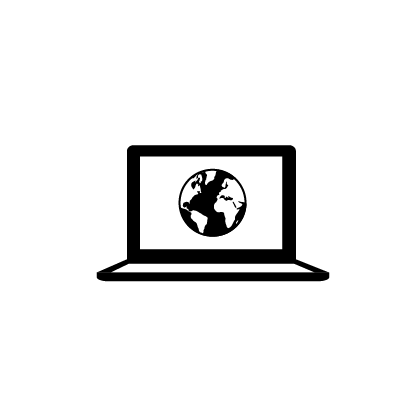
Laptop podłączony do internetu

Legendy netloru to kolejna wersja legend miejskich funkcjonujących w sieci i poza nią. Dotyczą nowych technologii, przede wszystkim internetu i komputerów, podkreślając niebezpieczeństwa związane z ich używaniem. Powstają poprzez niepokoje społeczne i strach do zdobyczy współczesnego świata, gdy wydają się być trudne do zrozumienia i opanowania. Opierają się głównie o małą wiedzę o technologii i naiwność, a ich celem może być odpowiednia manipulacja konkretnymi grupami ludzi lub przestrzeżenie przed zagrożeniem.
Lęk wzbudza też wizja utraty kontroli nad ludzkimi wytworami techniki, co wyraża m.in. przykład „Wirus Good Times”, który od 1994 r. powielany jest w różnych odmianach do tej pory. Program miał niszczyć twardy dysk wraz z danymi. Ta legenda wyjątkowo mocno wpływa na ludzi, dla których media, takie jak, internet są „przedłużeniem ciała” przez co wirus komputerowy jest odbierany jako wirus biologiczny, a jego atak na komputer traktowany jak atak na realne ciało człowieka. Manipulacyjny wpływ opowieści o wszelkiego rodzaju wirusach wykradających hasła bankowe czy niszczących dane z dysków komputera jest bardzo duży. Fałszywe alarmy sprawiają, że ludzie tracą zaufanie do firm, których te dotyczą, a to wyrządza realne szkody w sferze gospodarczej.
Duża jest też popularność legendy o Dniu Sprzątania Internetu, podczas którego wyłącza się globalną sieć w celu usunięcia spamu i nieaktywnych linków, uwidacznia strach społeczeństwa informacyjnego przed brakiem możliwości korzystania z internetu.

## Wybrani polscy badacze
- Piotr Grochowski[10]
- Janina Hajduk-Nijakowska[11]
- Rafał Ilnicki
- Jan Kajfosz[12]
- Magdalena Kamińska[13]
- Mariusz Kania
- Violetta Krawczyk-Wasilewska
- Anna Miłoszewska
- Marcin Napiórkowski[14]
- Adam Pomieciński
- Michał Rauszer
- Piotr Siuda[15]
- Magdalena Zdrodowska[16]